# Антонио из Крату
Антонио I (порт. António I; 1531[…], Лиссабон, Королевство Португалия — 26 августа 1595[…], Париж, Королевство Франция) — приор мальтийских рыцарей в Португалии (с резиденцией в Крату), претендовавший на португальский престол после угасания Ависской династии.

## Биография
Он был внебрачным сыном инфанта Луиша (сына Мануэла I), рождённым от женщины еврейского происхождения Виоланте Гомеш.
Во время династического кризиса 1580 года, чтобы избежать перехода португальской короны к испанскому королю Филиппу II, португальцы провозгласили Антонио королём, но уже через 20 дней он был разгромлен герцогом Альбой при Алькантаре. Континентальная Португалия вступила в унию с Испанией, а Антонио пытался закрепиться на Азорских островах. В течение нескольких лет он управлял островом Терсейра, называл себя королём Антонием I и чеканил собственную монету. При этом он жил во францисканском монастыре.
В 1581 году дон Антонио пытался договориться о союзе с Екатериной Медичи, в обмен на военную поддержку обещая уступить французам Бразилию. Он вернулся из Парижа с флотом авантюристов во главе с флорентийцем Филиппо Строцци. На подходе к Азорам в июле 1582 года французы потерпели поражение от испанцев, после чего Антонио окончательно покинул португальские владения и поселился в Париже, где Генрих IV назначил ему незначительную пенсию.
В ответ на неудачную попытку Филиппа II вторгнуться в Англию с Непобедимой армадой, королева Елизавета I вспомнила о Виндзорском трактате и направила на помощь Антонио в отвоевании Португалии адмирала Дрейка с т. н. Контрармадой — «большим флотом из почти 150 судов с около 10 000 солдат на борту», который «страдал от неимения иной цели кроме мародёрства». Эта экспедиция, предпринятая в 1589 году, завершилась полным поражением.
Остаток своей жизни дон Антонио провёл в Париже. Жил он на средства, вырученные от распродажи сокровищ португальской короны. Как и его предшественник, последний король из Ависской династии король-кардинал Энрике, Антонио, будучи лицом духовного звания, не мог иметь законной семьи и наследников. Оставил после себя девять внебрачных детей от трёх разных женщин.